# 528 (tal)
528 är det naturliga heltal som följer 527 och följs av 529.

## Matematiska egenskaper
- 528 är ett jämnt tal.
- 528 är ett sammansatt tal.
- 528 är ett ymnigt tal.
- 528 är ett triangeltal.
- 528 är ett praktiskt tal.

## Inom vetenskapen
- 528 Rezia, en asteroid.